# Disparates
Les Disparates, appelées aussi Proverbios, sont une série de gravures exécutées par Francisco de Goya entre 1815 et 1823. Cette série, qui regroupe 22 estampes et est sans doute incomplète, a été réalisée à l'eau-forte et à l'aquatinte avec des retouches à la pointe sèche et au brunissoir. 
Cette série est difficile à interpréter ; en ressortent les visions oniriques, la présence de la violence et du sexe, la ridiculisation des institutions relatives à l'Ancien Régime en particulier et au pouvoir en général. Au-delà de ces connotations, les estampes offrent un monde imaginatif riche sur la nuit, le carnaval ou le grotesque qui constituent une énigme, aussi bien individuellement que dans leur ensemble.
La série des Disparates est restée inédite jusqu'en 1864 : cette année-là, l'Académie royale des beaux-arts de San Fernando publie un tirage de 18 gravures sous le titre Proverbios, les noms donnés à chacune des gravures étant des proverbes espagnols. En 1877, elles sont amplifiées à 22, à la suite de la reproduction de quatre épreuves inédites dans la revue parisiennes L'Art, planches qui étaient en possession d'Eugenio Lucas Velázquez. 
Sur seulement 14 épreuves, les titres sont écrits à la main par Goya et commencent par le mot Disparate.

## Contexte
Lorsqu'il entreprend ce travail, Francisco de Goya approche de sa soixante-dixième année et sort d'une grave maladie : ce sont là ses dernières gravures, qu'il cachera en Espagne avant de s’exiler à Bordeaux. Cette série fait suite, sans pour autant qu'il y ait de liens évidents, à la série intitulée Les Désastres de la guerre (1810-1815) et à la série La Tauromaquia (1815-1816), et inaugure une période sombre dans le choix des motifs exprimés par le peintre, comme en témoignent certaines de ses dernières toiles intitulées les « Peintures noires » (Pinturas negras).
Au printemps 1819, Goya s'installe à la Quinta del Sordo, une demeure située dans la banlieue de Madrid. C'est vraisemblablement dans cette maison qu'il grave la plupart des cuivres de cette série.
Du vivant de Goya, on conserve le tirage de 18 épreuves d'état, effectué par l'artiste lui-même, dont 14 sont annotés de sa main.
Les cuivres, mais on ignore combien, furent redécouverts après la mort du fils de Goya, Javier, en 1854 et acquis par Román Garreta qui réalise quelques tirages avant de les revendre à Jaime Machén en 1856. Celui-ci négocie une vente auprès de l'institution muséale espagnole, cette tractation va durer six ans.
En octobre 1862, la Calcografía Nacional espagnole acquiert l’ensemble des cuivres de Francisco de Goya formant la série des Desastres de la guerra ainsi que dix-huit cuivres connus des Disparates. Deux ans plus tard, la première édition des dix-huit planches des Disparates était réalisée par la prestigieuse institution espagnole, via l'éditeur Laurenciano Potenciano, et propose un tirage de 360 exemplaires pour chaque cuivre. En 1877, quatre cuivres appartenant à Eugenio Lucas qui les possédait sans doute depuis 1856, et jusqu’alors inédits, étaient tirés à Paris par l’imprimeur François Liénard et publiés dans la revue L’Art en hors-texte, accompagnées d'une étude signée Charles Yriarte. Plus tard, le marchand français Edmond Sagot fit l'acquisition des 4 plaques mais on ignore si le nombre total de cuivres produits par Goya est 22.

## Description

### Le titre
Le verbe espagnol Disparatar désigne ce qui est dit ou fait en dépit de la raison ou des règles, et le substantif signifie dans ce contexte « sottise », « déraison », « folie » voire « atrocité » comme le propose Pascal Torres, conservateur au Louvre en 2011. Ce titre donné à la série gravée fait référence au titre de la planche 43, sans doute la plus célèbre, des Caprices de Goya : « Le Sommeil de la raison engendre des monstres ».
En 1862, les critiques Vicente Carderera et Jaime Machén analysent pour le compte de la Real Academia de Bellas Artes de San Fernando les 18 cuivres, et relèvent des analogies thématiques avec l'univers des Capricios. En 1863, Carderera insiste et indique que le titre devrait être Sueños (Rêves, songes). Le titre générique de Proverbios (Proverbes) s'est imposé de façon arbitraire parce que certaines scènes semblaient renvoyer à des dictons espagnols. Mais les annotations de Goya lui-même découvertes sur les épreuves intermédiaires et qui portent la mention récurrente de Disparate ont fini par imposer par la suite ce dernier terme, sans que l'on sache exactement l'intention de l'artiste.

### Numérotation
Le premier cuivre a sans doute été entrepris immédiatement après l'achèvement de La Tauromaquia : une étude prouve que l'origine du papier utilisé pour les essais provient du même fabricant mais surtout qu'il appartient à une même rame, puis, la gravure a été interrompue pour des problèmes de santé mais aussi économiques et politiques, avant d'être reprise en 1819.
La série est donc prudemment considérée comme incomplète. Cette analyse est renforcée par le problème de la numérotation. Quand la première édition fut proposée au public en 1864, les épreuves furent exposées de façon aléatoire. Quelques années plus tard, une analyse plus poussée pratiquée sur les jeux d'épreuves d'état intermédiaire effectués par Goya, montra deux types d'ordonnancement : l'un est indiqué dans le coin supérieur gauche et l'autre dans le coin supérieur droit ; ils entrent en contradiction avec la numérotation actuelle, puisqu'on trouve un numéro de série allant jusqu'à 25. Un exemple : Disparate femenino est numéroté 1 par l'autorité muséale madrilène mais sur l'une des épreuves d'état on peut lire les numéros 15 et 16 écrits à la plume par Goya. Sont-ce là des numéros renvoyant à des essais ?

### Analyse
La plupart de ces images se pose au regardeur en énigme. Doit-on les interpréter comme on lirait un rébus, ou uniquement en fonction du contexte ? Peut-on par ailleurs les réduire à l'expression d'une série de visions fantasmatiques ?
Le cas de la Disparate No. 19
L’épreuve d’état intitulée « La Folie de l’idiot / Pluie de taureaux » conservée au musée Lázaro Galdiano de Madrid, porterait une légende manuscrite que certains liraient : « disparates de toros », et d’autres « disparate de tontos » (c’est-à-dire « d’idiots ») ou encore « de toritos ». L’artiste représente des taureaux qui ne sont plus dans l’arène mais dans les airs, volant ou tombant, dans des postures très variées avec de violents raccourcis : vision onirique ou satire sociale et politique?
Un testament graphique ?
Les Disparates sont perçues comme une œuvre testamentaire de Goya graveur. Elles révèlent l’ampleur de sa connaissance de la peinture et de l’estampe qui, unie à la dramatique interprétation politique de son époque, profondément marquée par l’épisode napoléonien et l’absolutisme tardif de Ferdinand VII, devaient fonder d’une façon inédite la modernité artistique européenne.
Goya graveur élabora dès Les Caprices (1797-1799) une sémantique personnelle, un monde de rêveries graphiques dont le seul équivalent contemporain serait Piranèse. 
Même si cette série demeure peu connue en comparaison des autres suites de Goya, cet imaginaire influença entre autres Charles Baudelaire, Édouard Manet, Odilon Redon et les Symbolistes, jusqu’à Federico Fellini.

### Formats
Toutes les estampes ont un format similaire de 24,3 × 35,3 cm pour les plaques et de 33,7 × 50,2 cm pour les feuilles.

### Tirages
Les Disparates ont été éditées à 10 reprises par la Calcografía Real pour l'Académie royale des beaux-arts de San Fernando, entre 1864 et 1970.
En 2011, les Amis du Louvre ont permis l'acquisition pour le musée national des quatre cuivres de Goya publiées en 1877 et correspondant, selon les épreuves d’état conservées au musée Lazaro Galdiano à  Madrid, aux Disparates suivants : Disparate conocido (« Atrocité connue »), Disparate puntual (« Atrocité ponctuelle »), Disparate de bestia (« Atrocité de bête »), Disparate de tontos (« Atrocité d’idiot »).

## Galerie
Visualisation de la première publication de 1864 (épreuves du Musée du Prado)

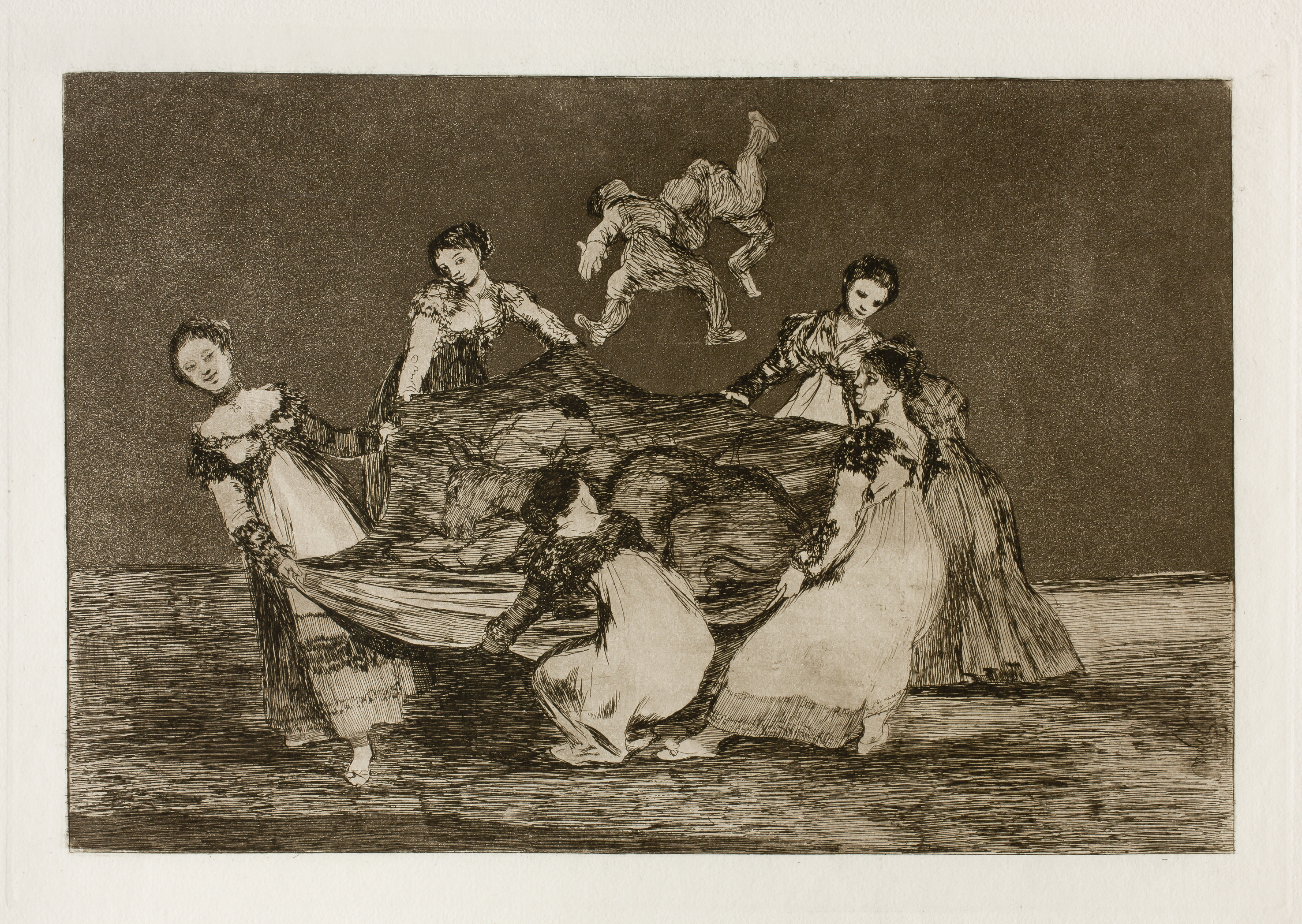
no 1 : Disparate femenino
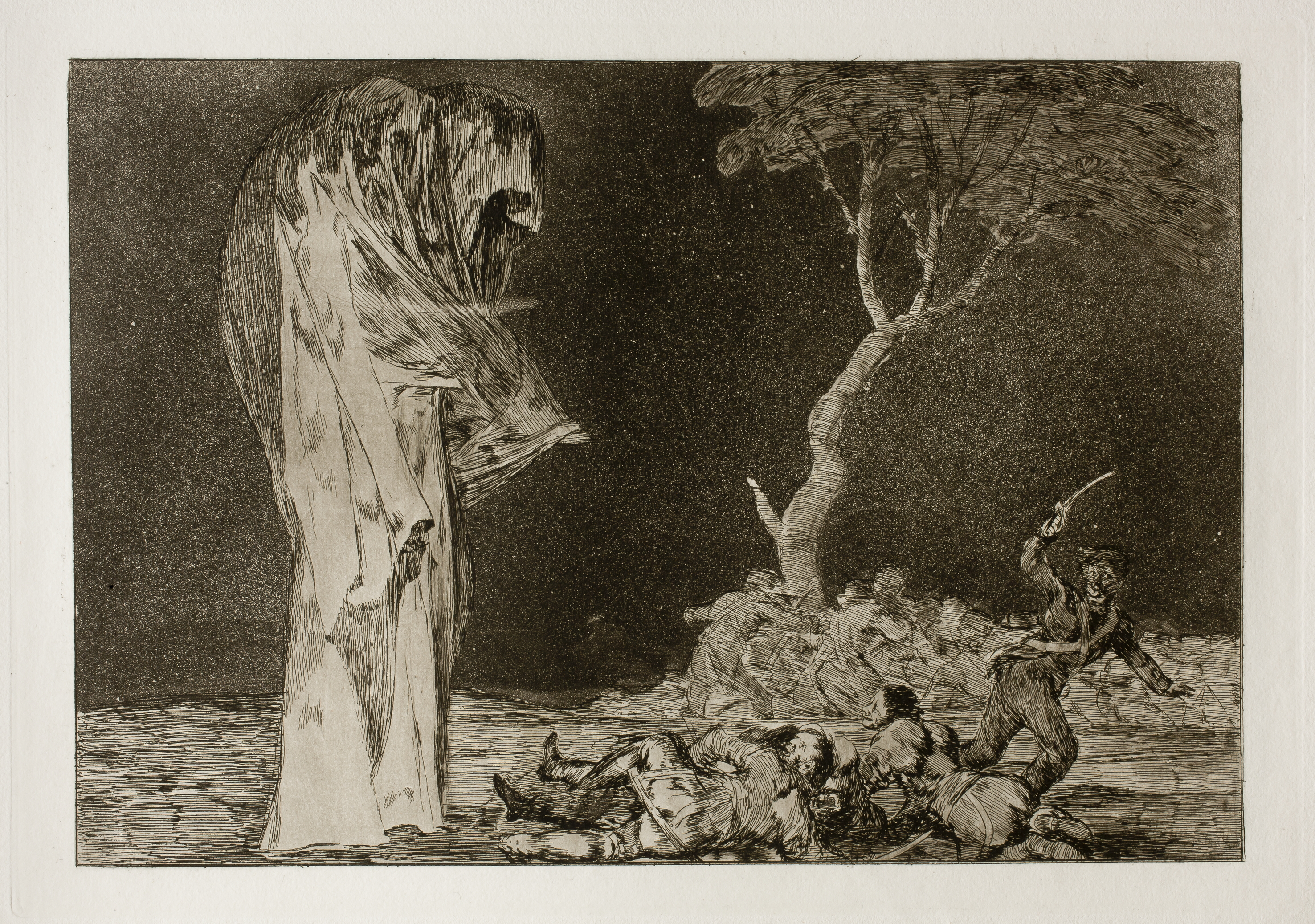
no 2 : Disparate de miedo
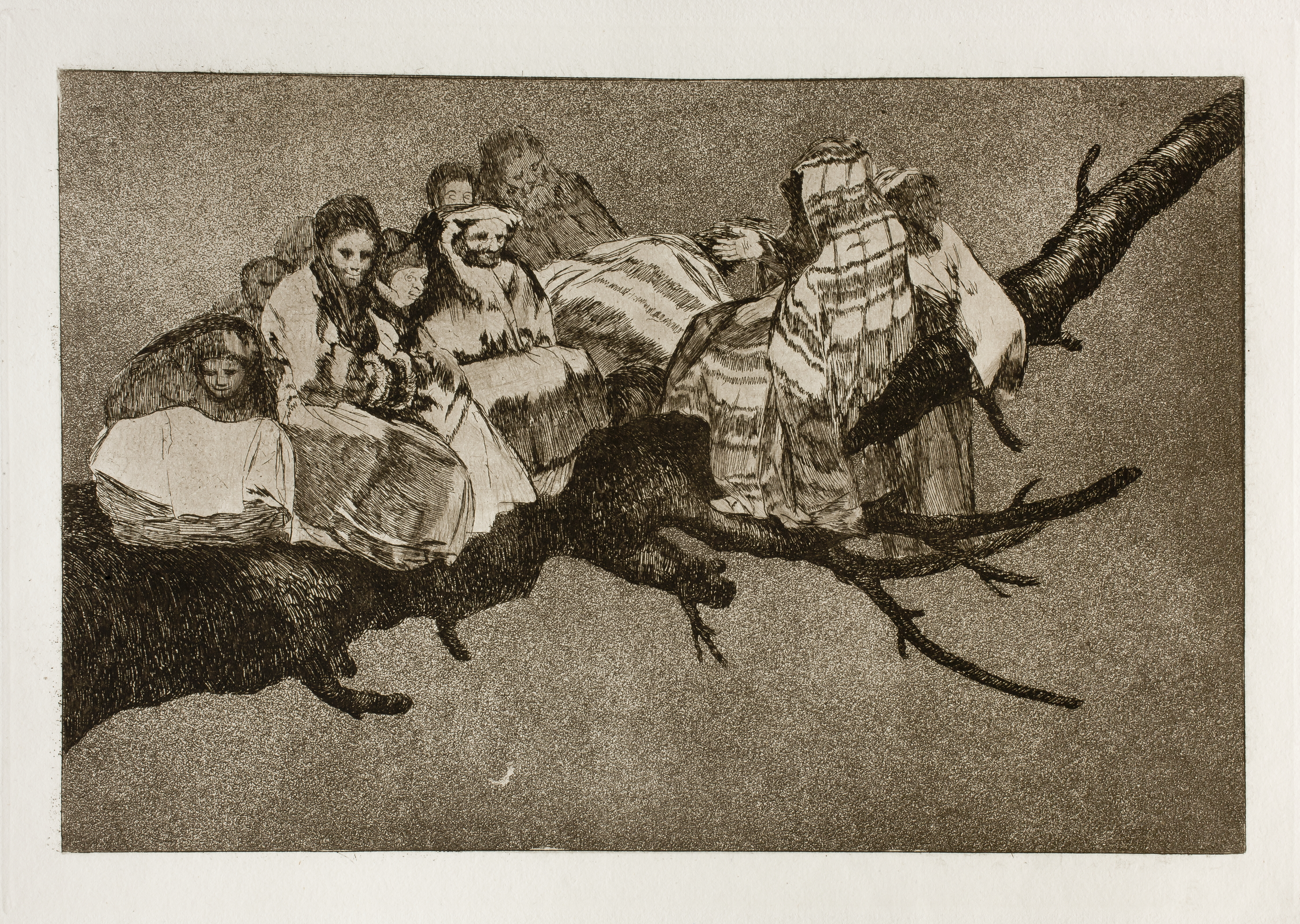
no 3 : Disparate ridiculo
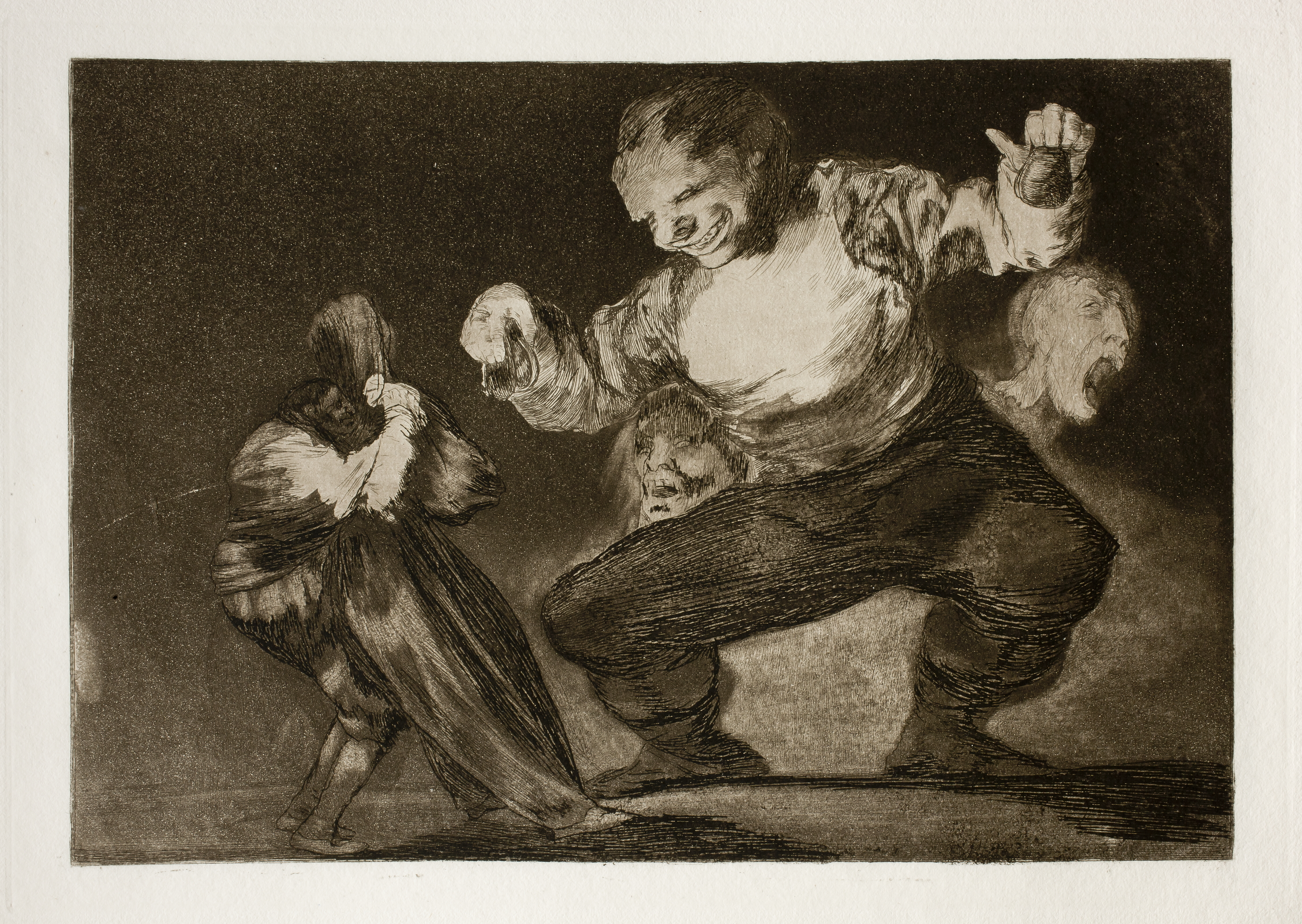
no 4 : Bobalicón
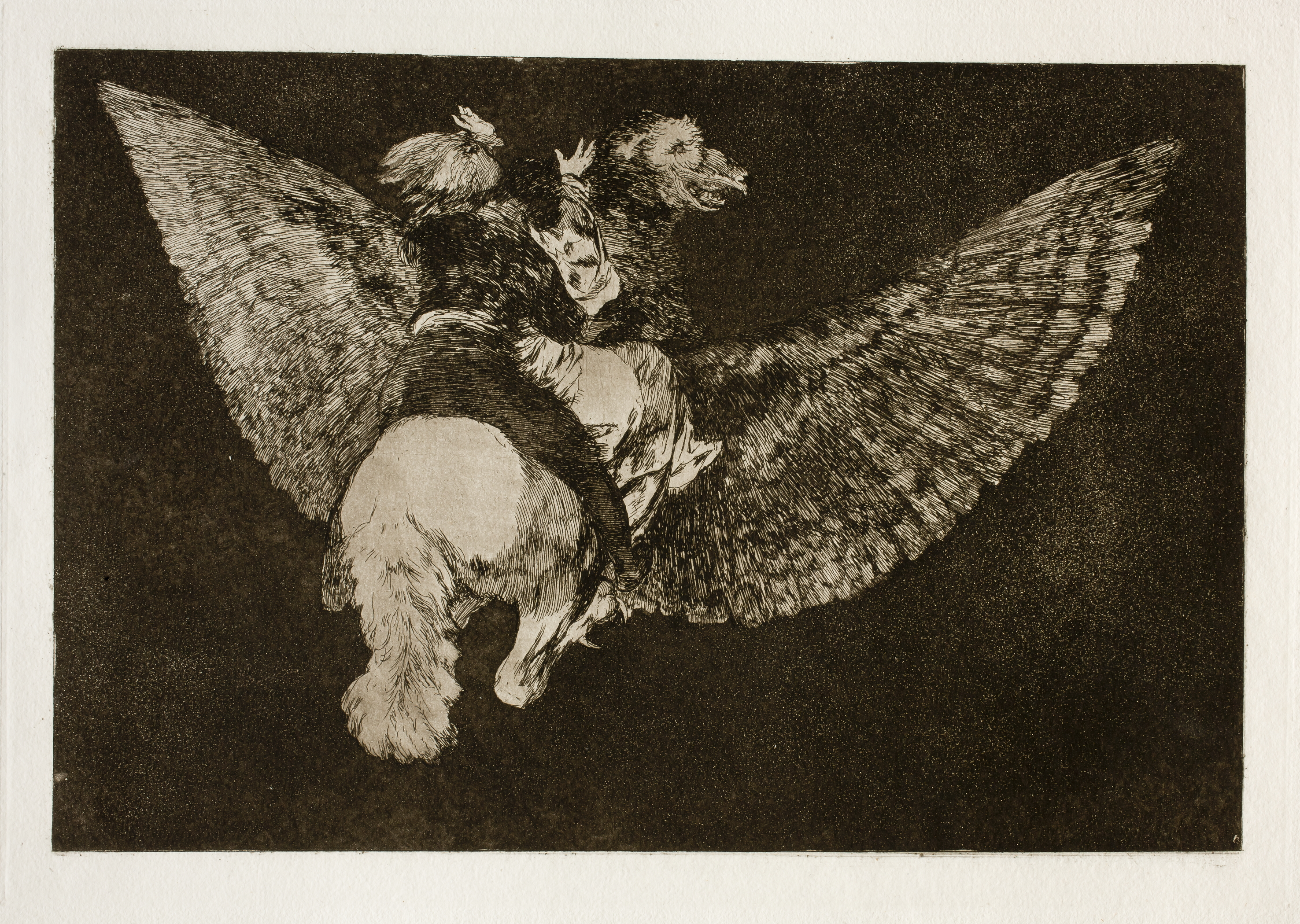
no 5 : Disparate volante
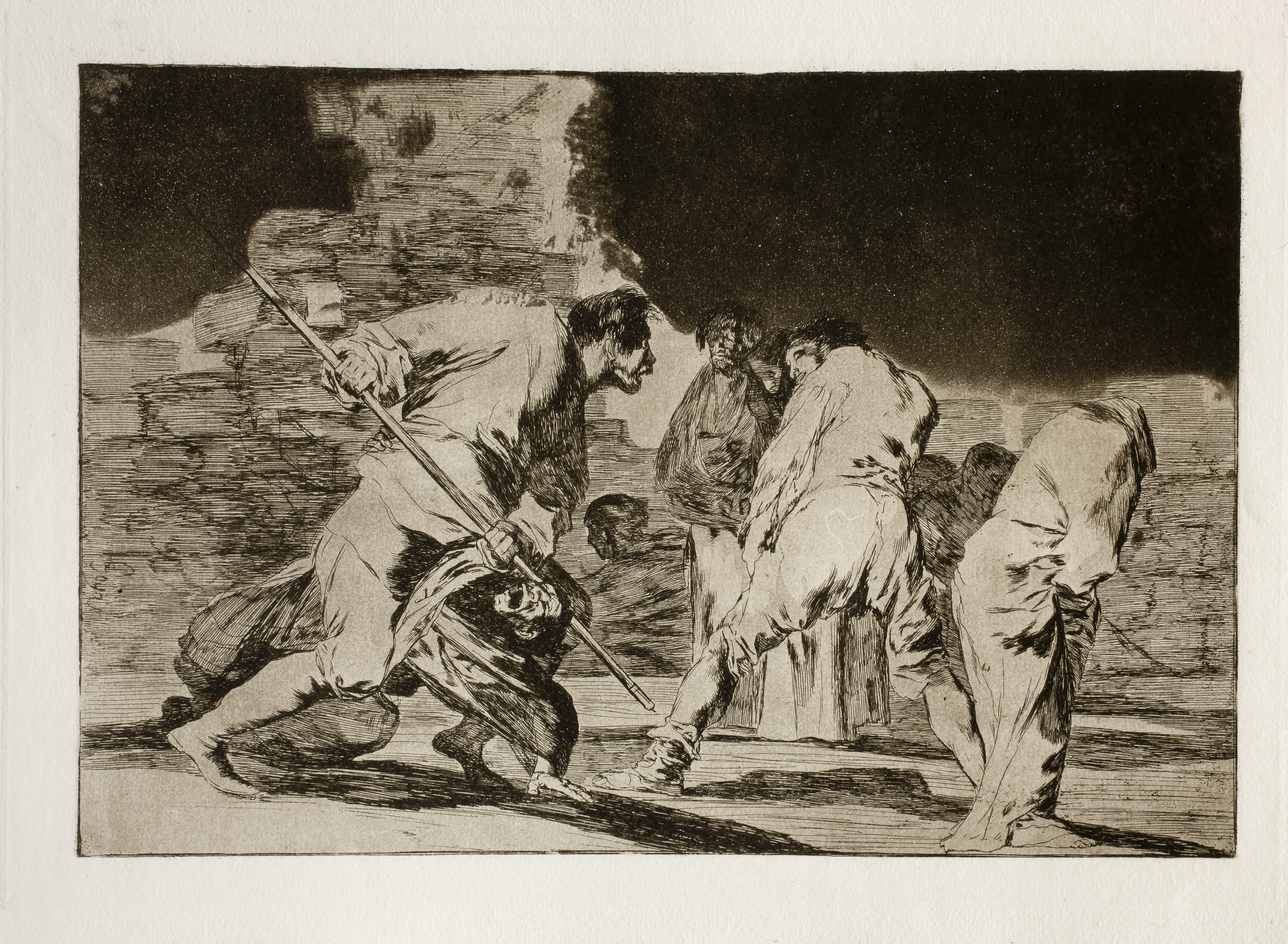
no 6 : Disparate cruel
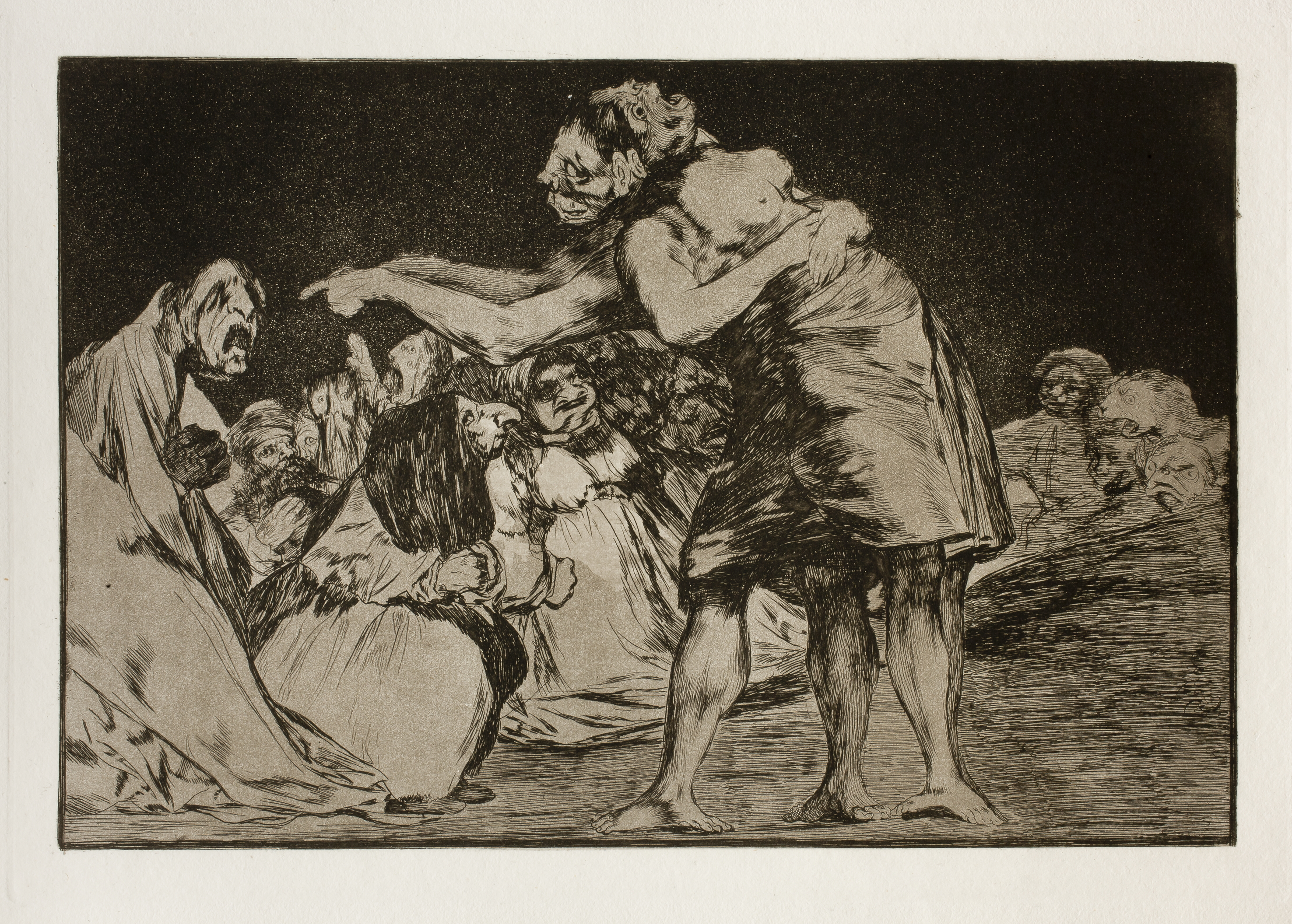
no 7 : Disparate desordenado
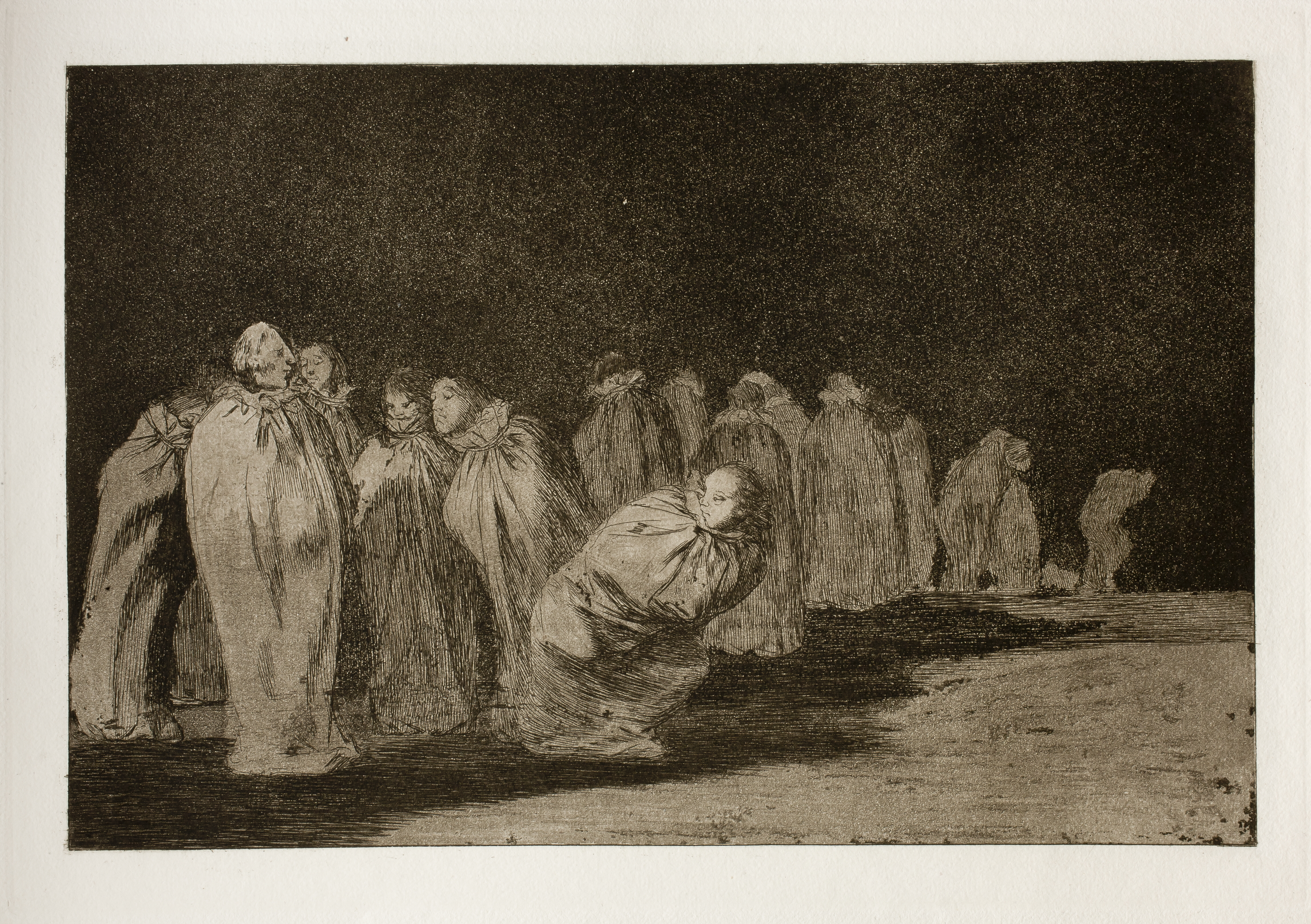
no 8 : Los ensacados
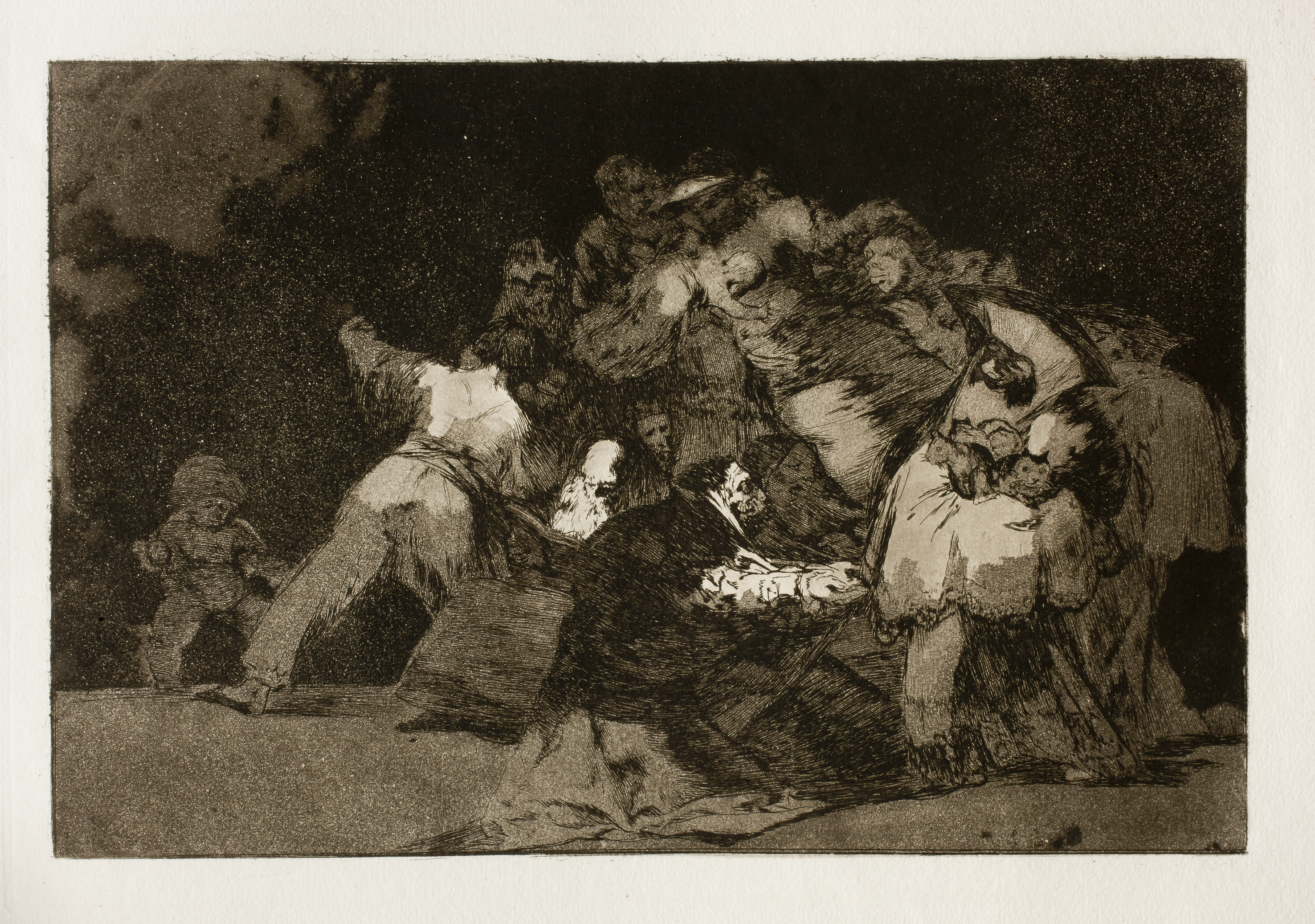
no 9 : Disparate general
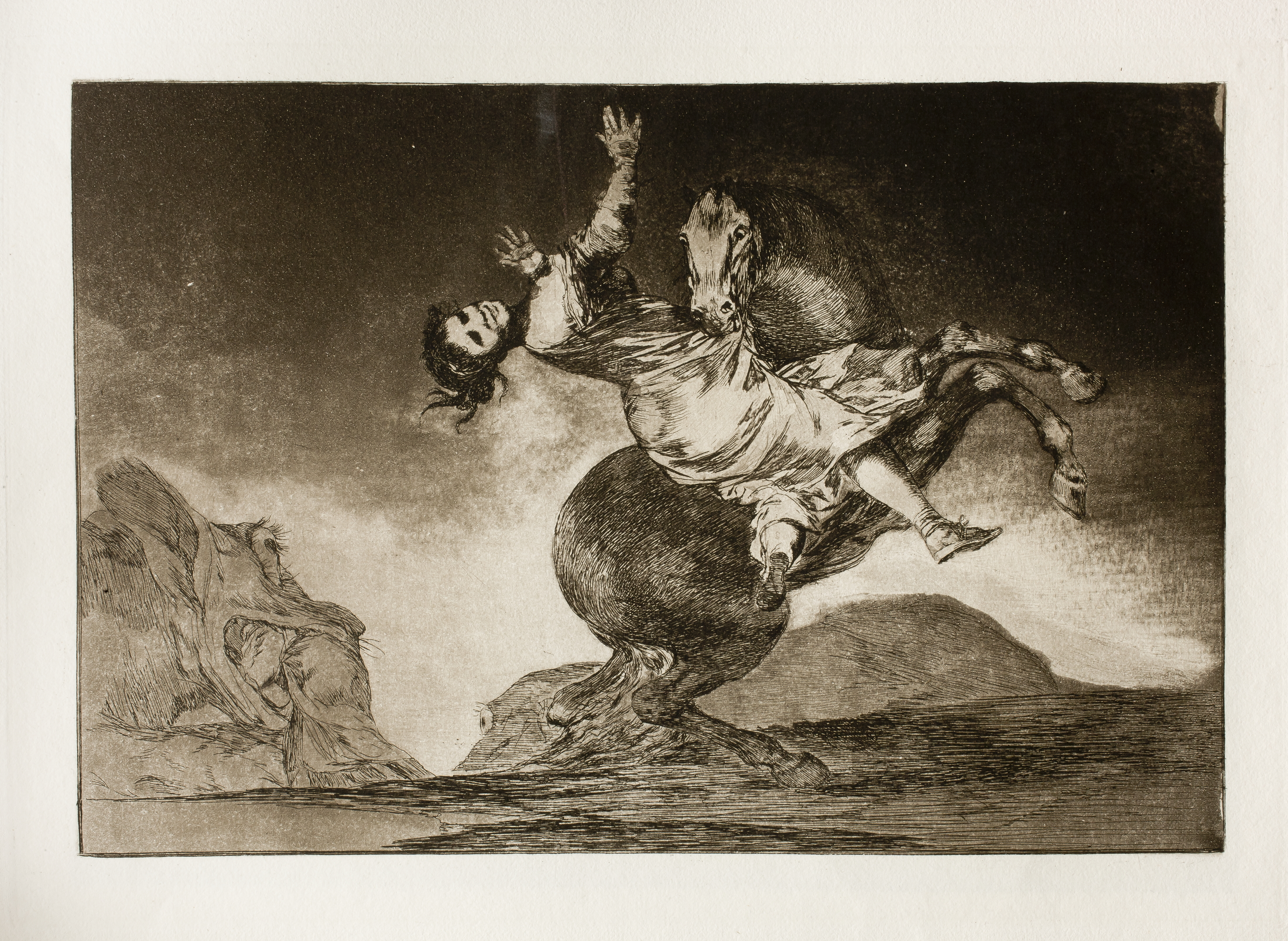
no 10 : El caballo raptor
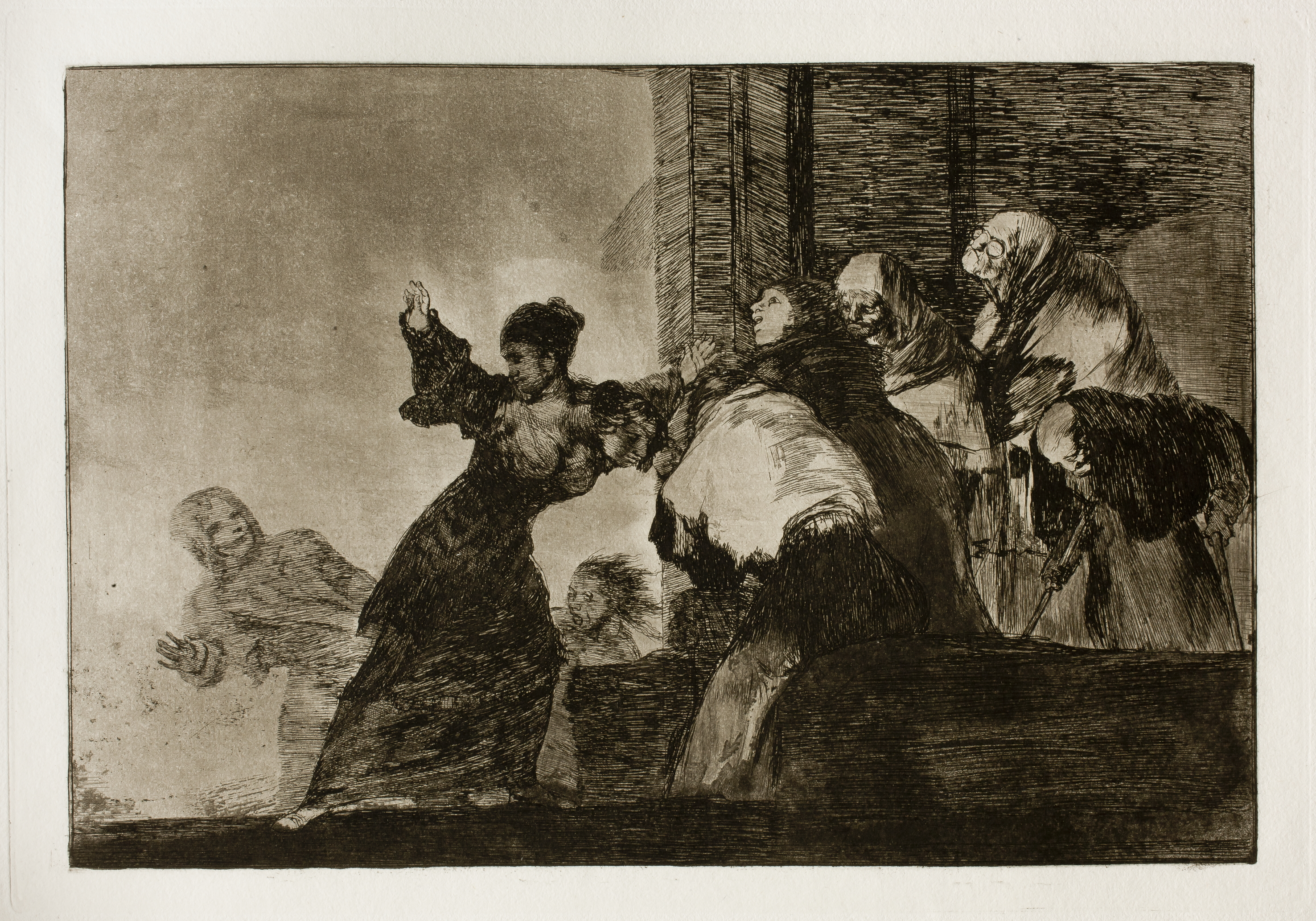
no 11 : Disparate pobre
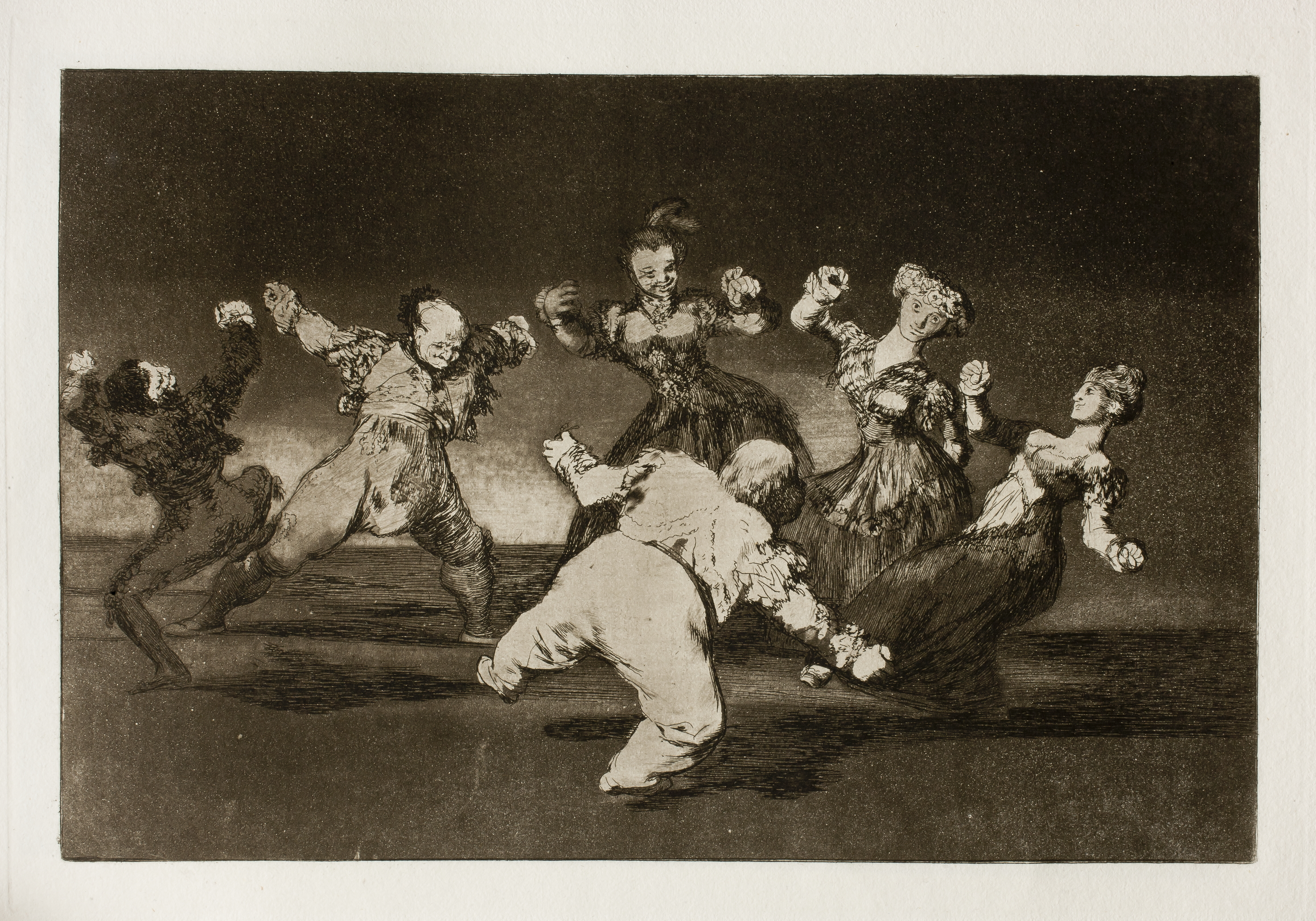
no 12 : Disparate alegre
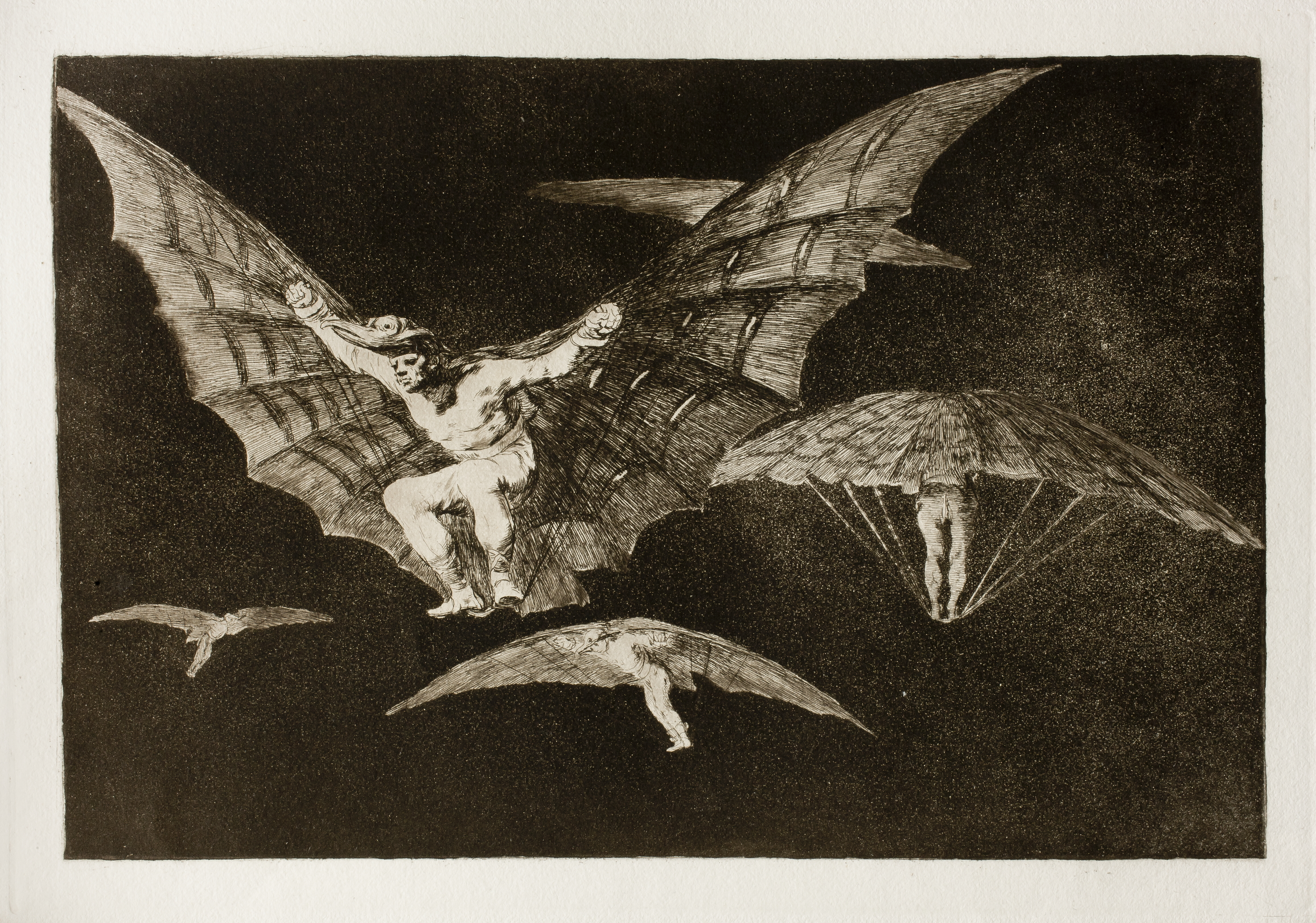
no 13 : Modo de volar
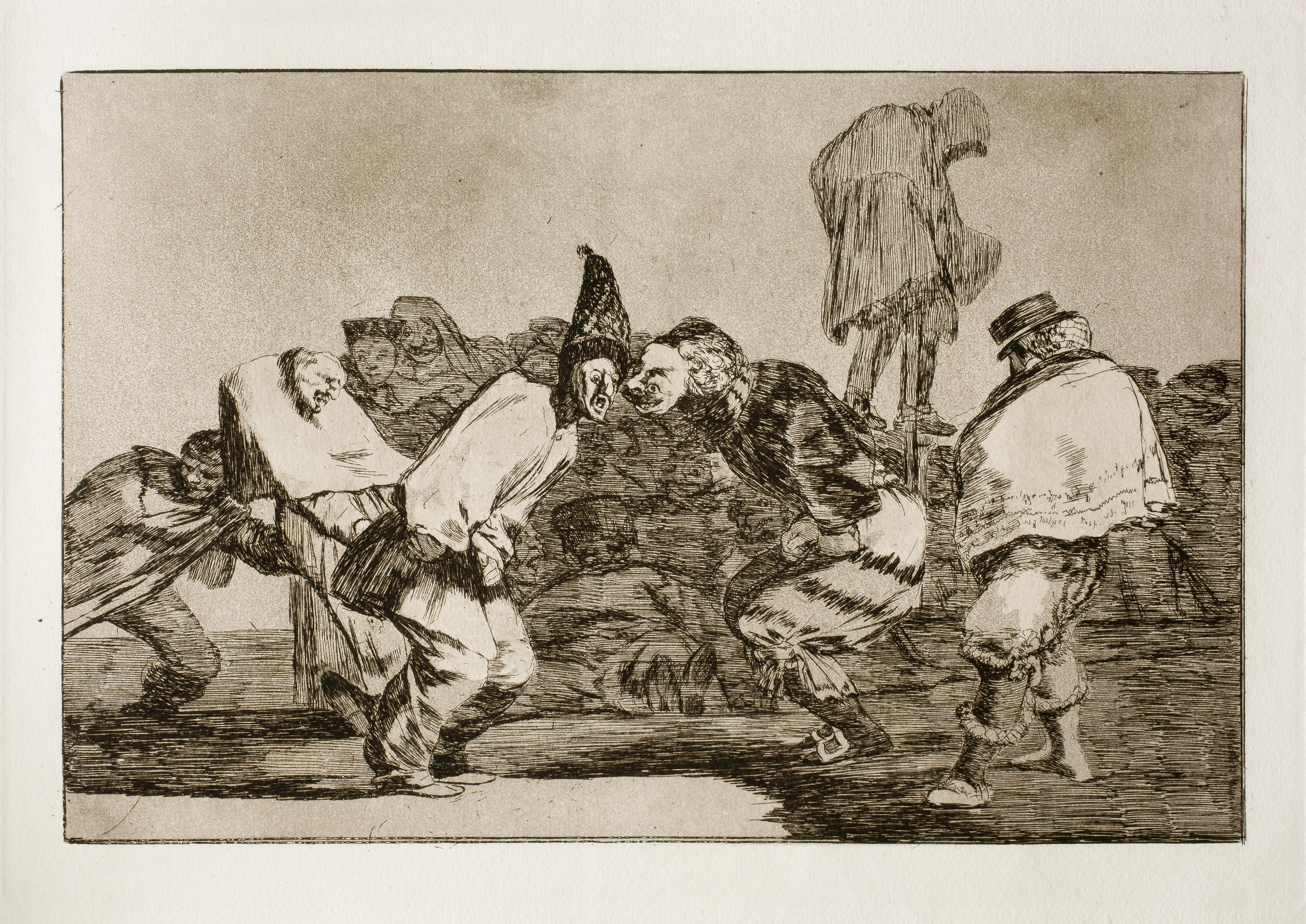
no 14 : Disparate de carnaval
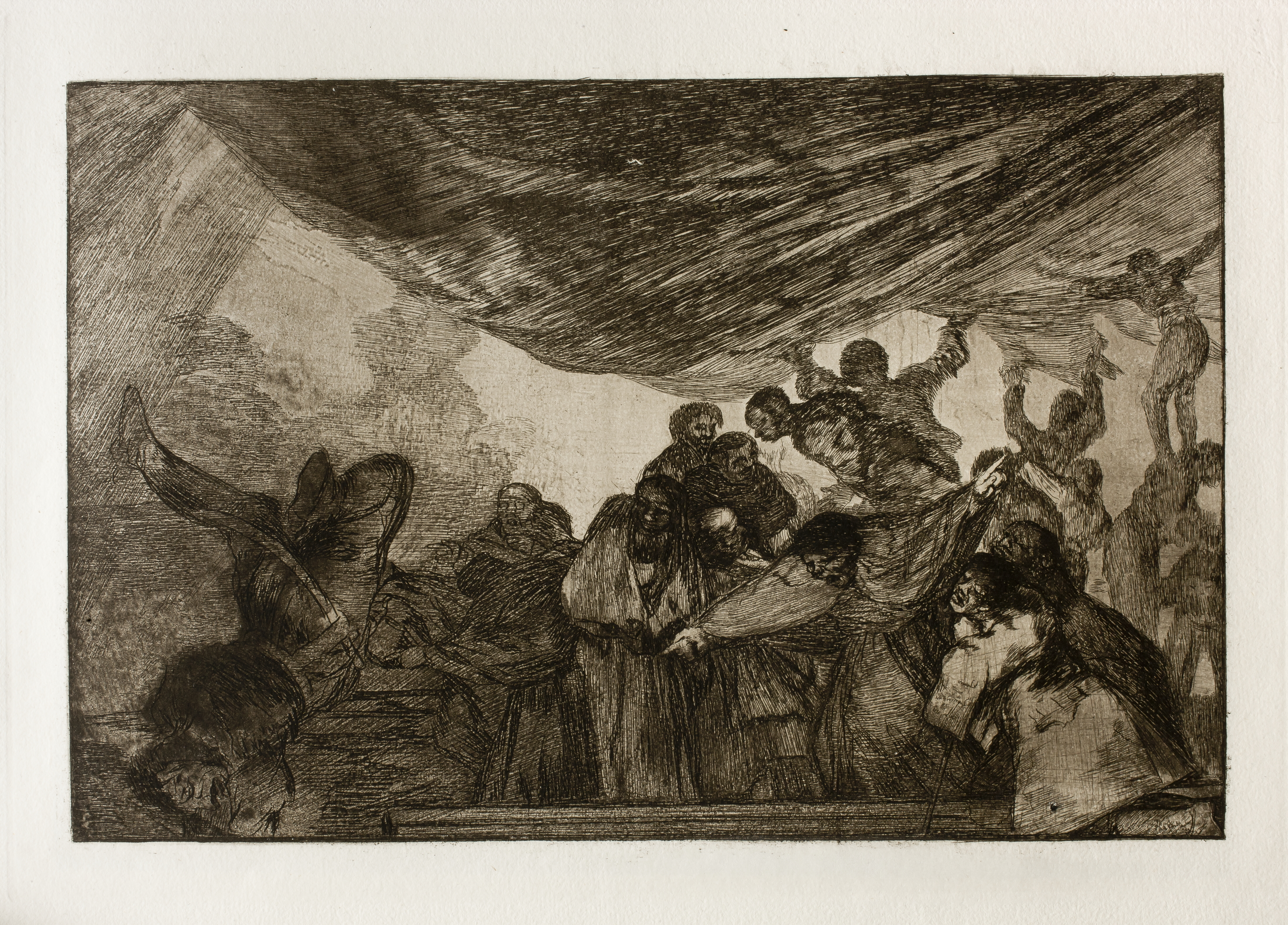
no 15 : Disparate claro
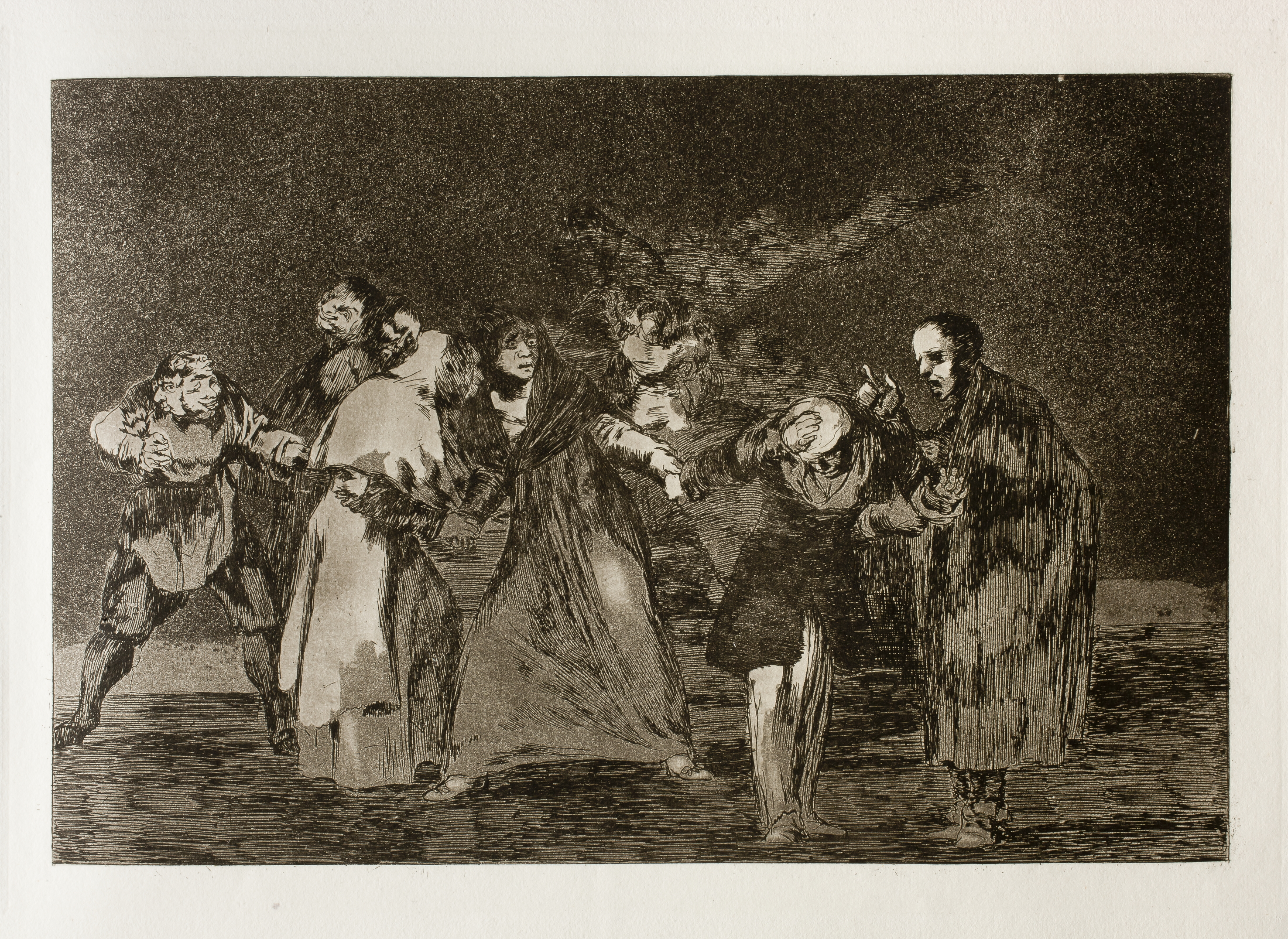
no 16 : Las exhortaciones
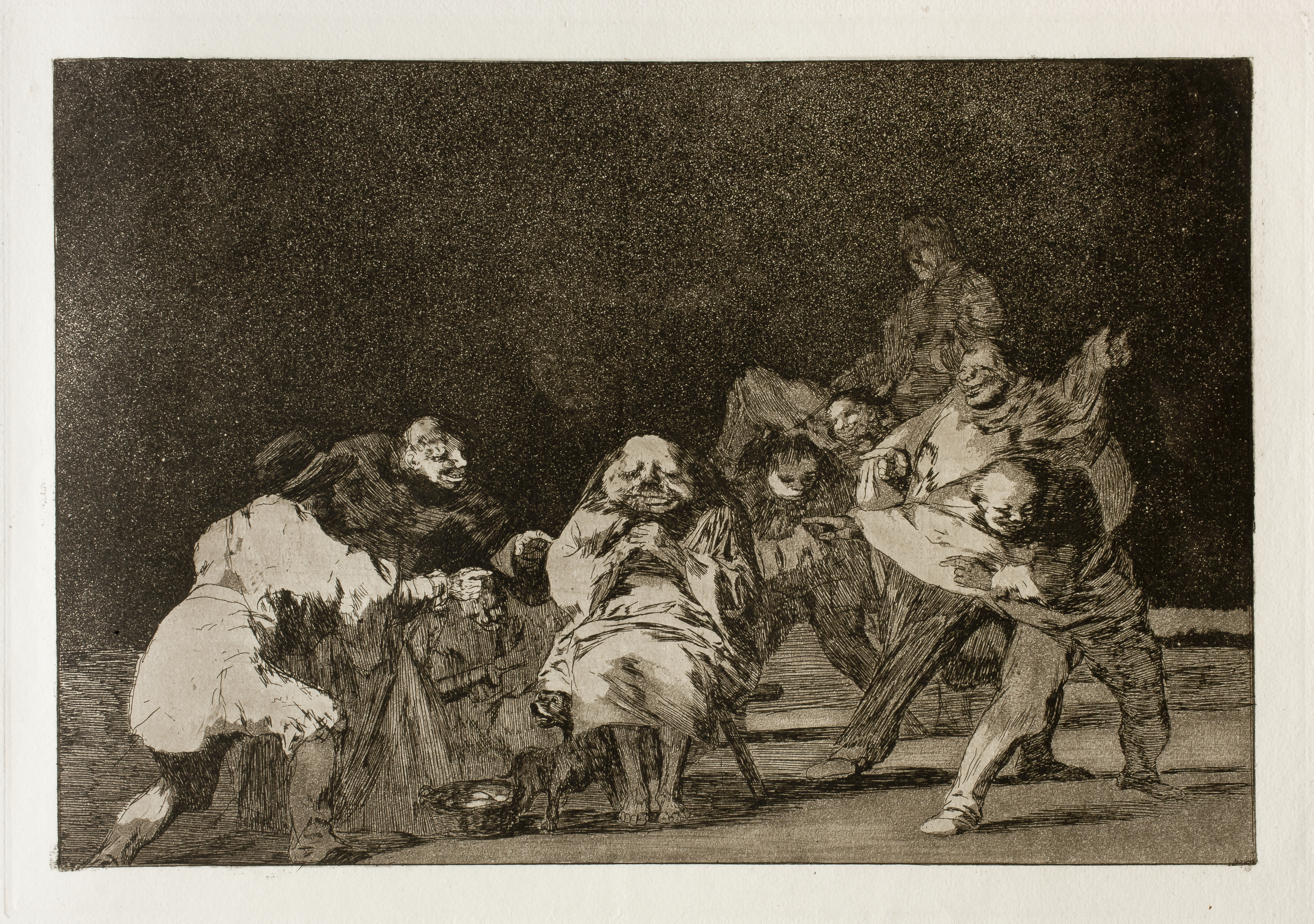
no 17 : La lealtad
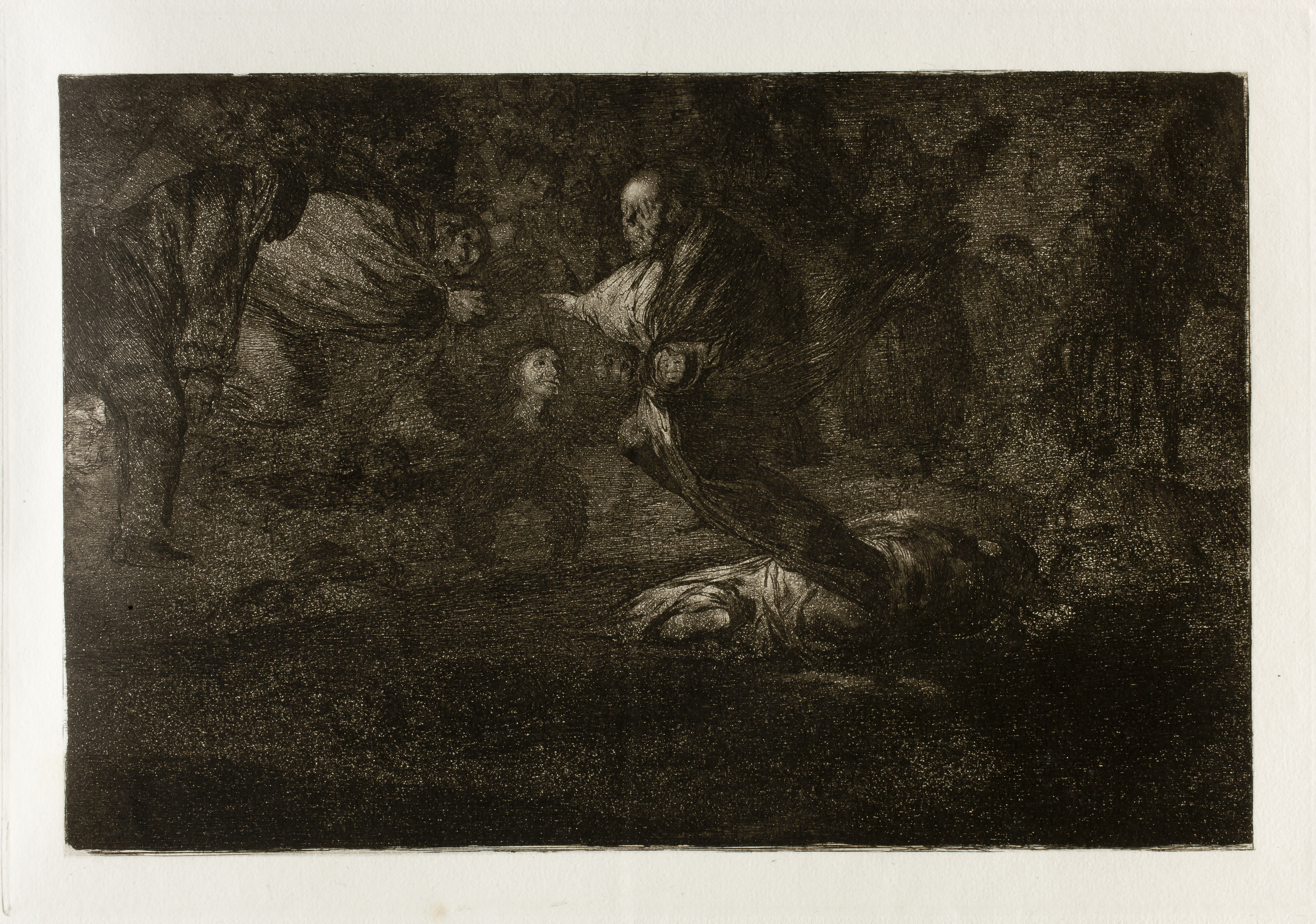
no 18 : Disparate fúnebre

Œuvres supplémentaires publiées en 1877 (épreuves du Musée du Prado)

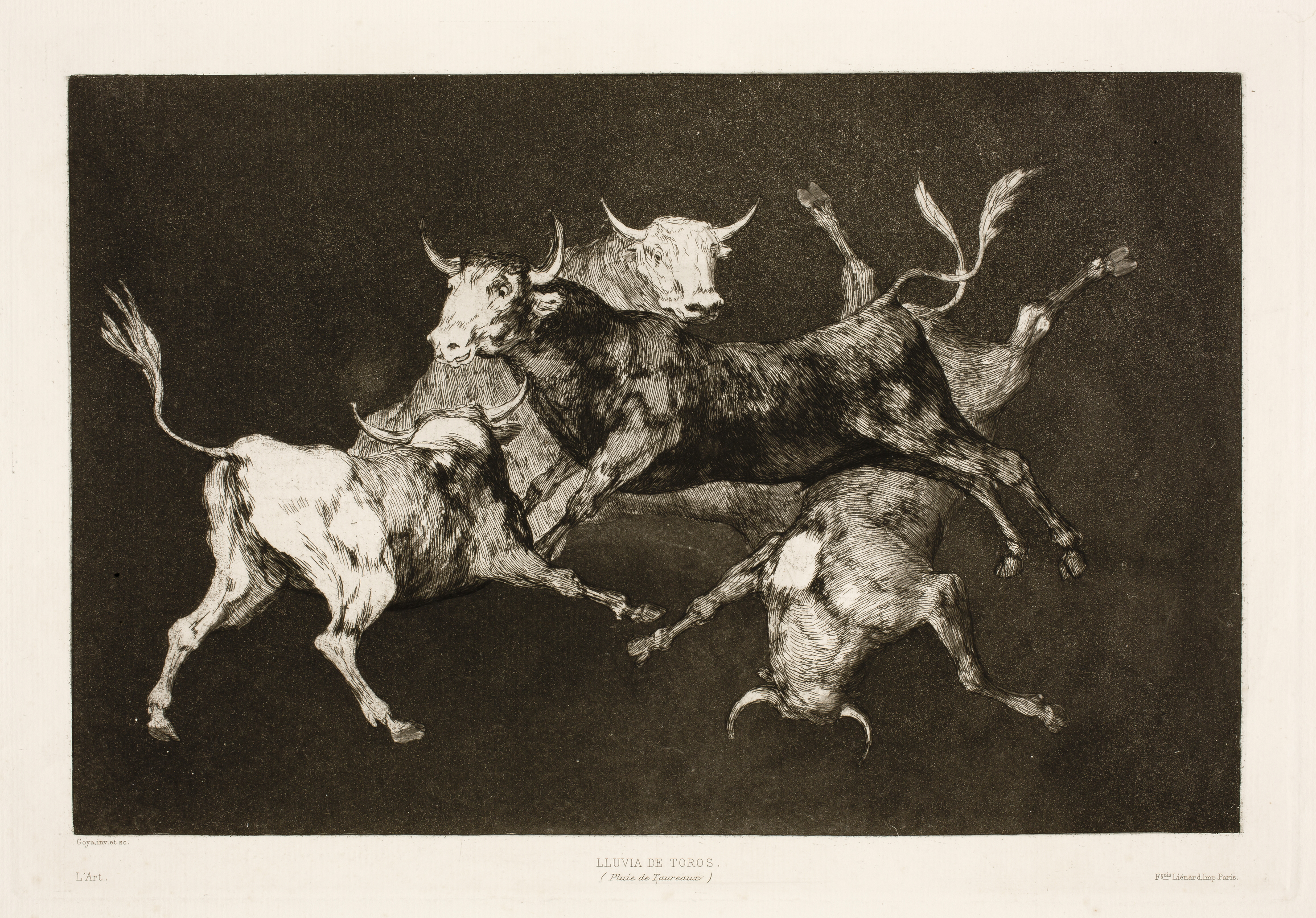
no 19 : Disparate de toritos
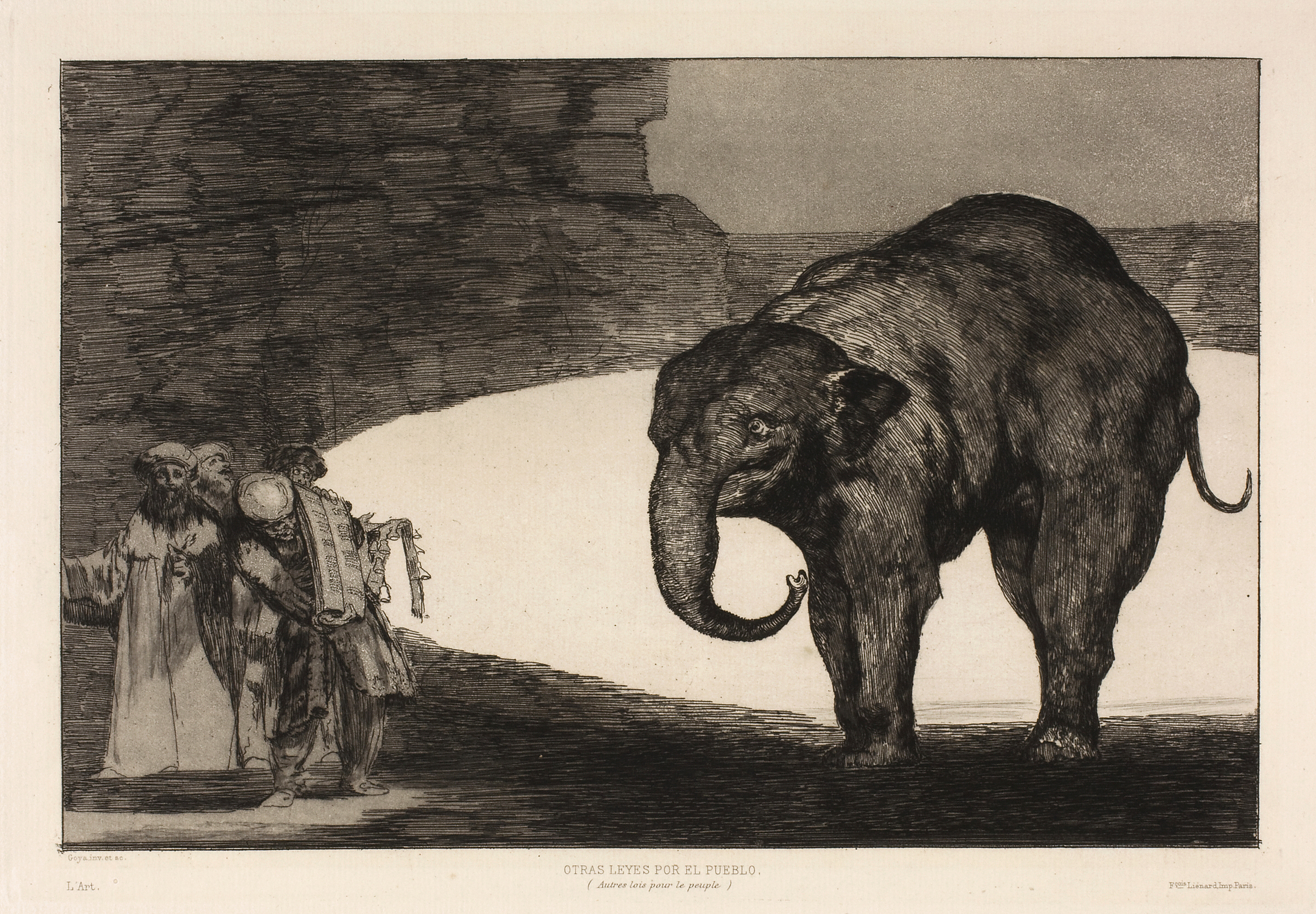
no 20 : Disparate de bestia
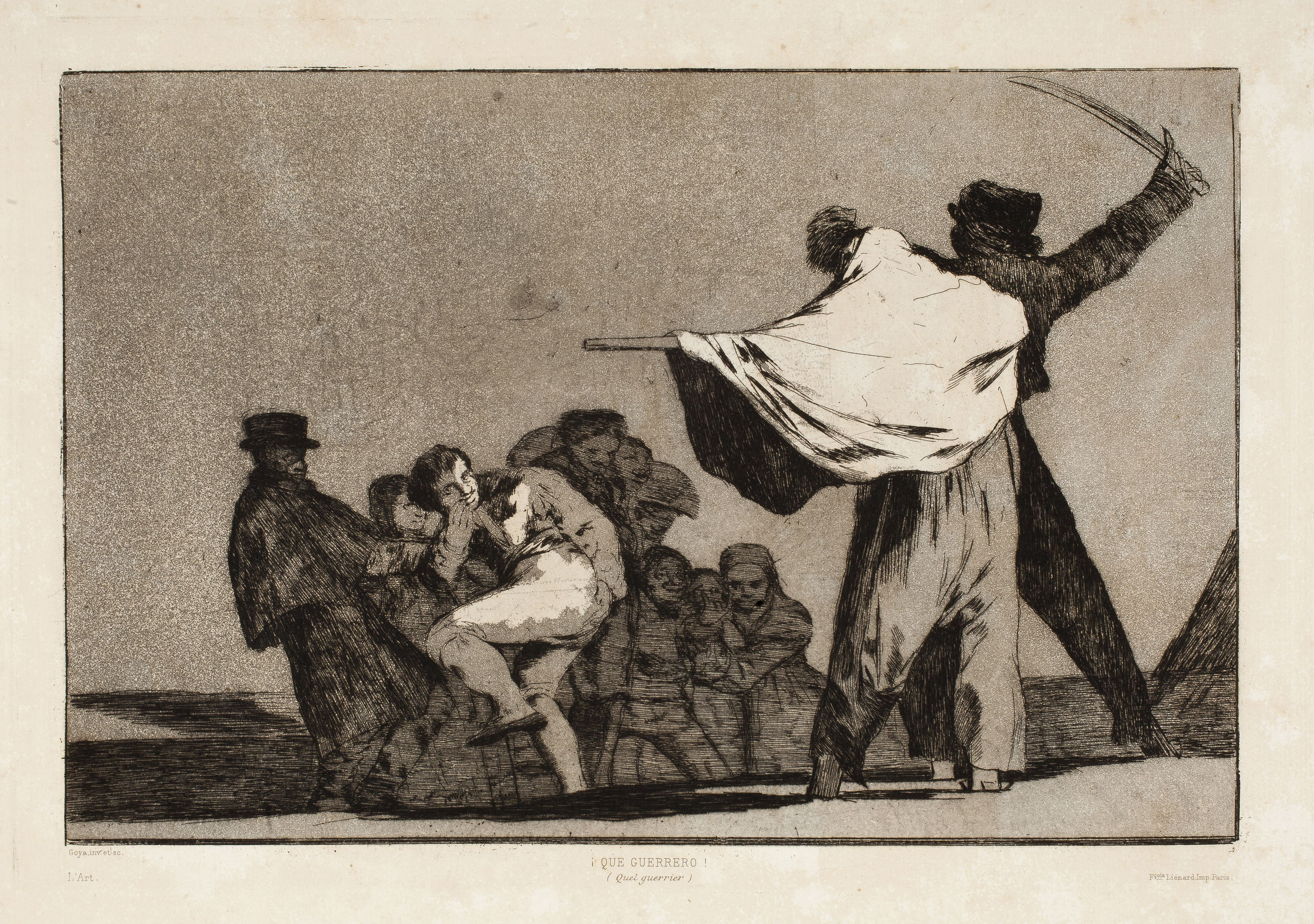
no 21 : Disparate conocido
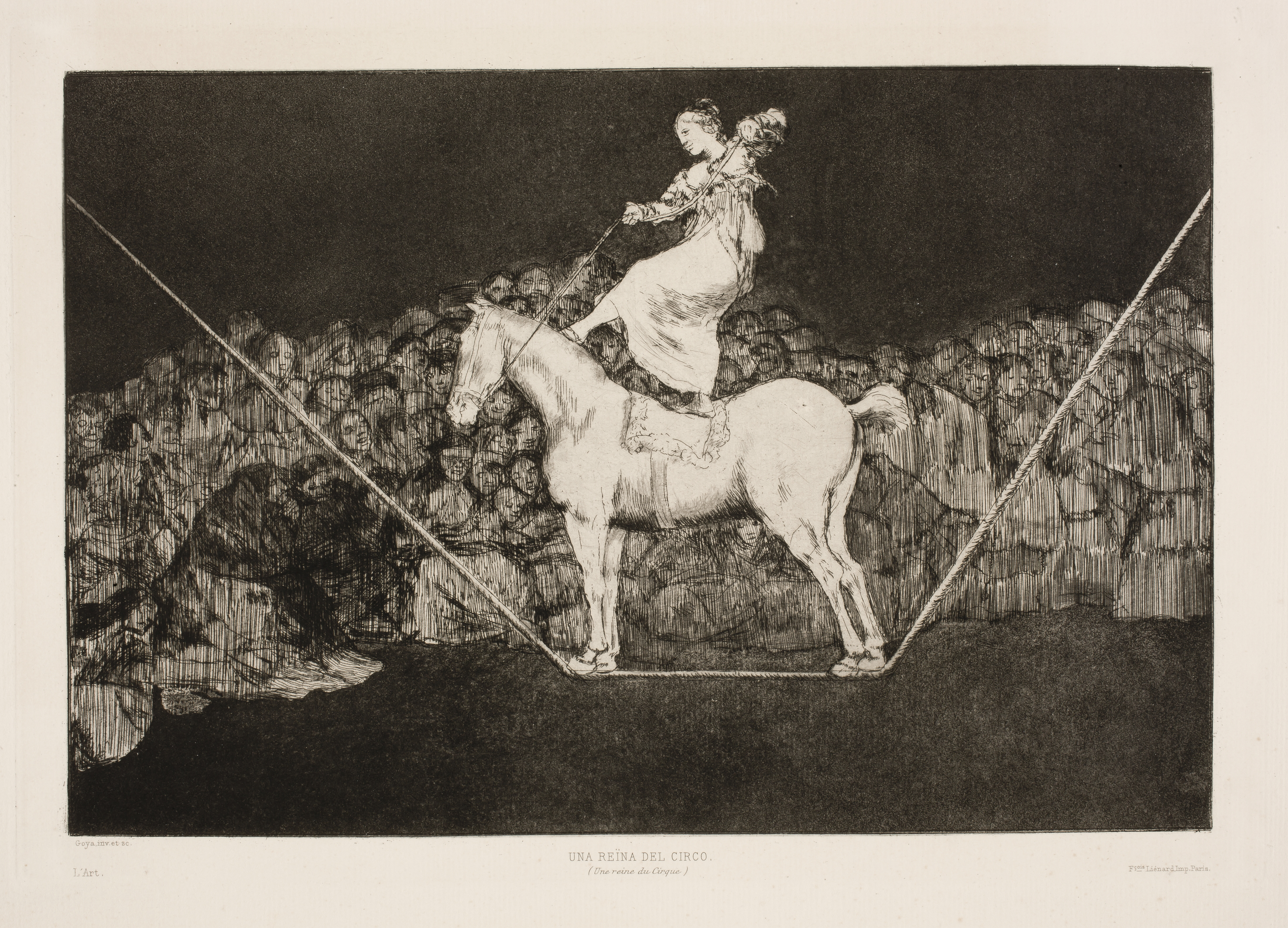
no 22 : Disparate puntual